# Бентиу
Бентиу (англ. Bentiu) — город в Южном Судане, административный центр округа Гуит и провинции Эль-Вахда.

## Географическое положение
Город расположен на высоте 347 метров над уровнем моря.

## Демография
Население города по годам:
| 1983  | 2010  |
| ----- | ----- |
| 5 188 | 6 508 |